# Aeroporto de Santa Inês
O Aeroporto Regional João Silva ( ICAO: SJBY) é um aeroporto brasileiro, localizado no município de Santa Inês, no estado do Maranhão.
Suas coordenadas são as seguinte.s: 03° 39' 14.00"S de latitude e 45° 20' 42.00" W de longitude. Possui uma pista de 1500m de asfalto.

## História
Em 2003 foi feito uma parceria entre governo estadual e governo municipal para a construção do novo aeroporto, até então a cidade disponibilizava apenas um pequeno campo de pouso, conhecido como Aeródromo de Santa Inês, que por estar localizado bem no centro da cidade não oferecia segurança nem conforto aos seus usuários.
Desde sua inauguração em 2003, o aeroporto tem sido um dos mais utilizados no Maranhão, elevando sua categoria ara Aeroporto Regional, pois além de Santa Inês e Pindaré Mirim o aeroporto serve também mais 30 outros municípios da região.
Atualmente o Aeroporto Regional João Silva é o 4° mais movimentado do estado. Em sua pista de 1.500 m pousam diariamente helicópteros, jatos, bi-motores, turboélices e aeronaves experimentais. O aeroporto é amplamente utilizado por empresários, bancos, publicitários e voos fretados.
Atualmente não se opera nenhuma empresa aérea, mas o aeroporto está na lista de estudos de algumas importantes empresas aéreas regionais. Em 2007 a empresa aérea maranhense Litorânea Linhas Aéreas, expressou interesse em lançar voos com escalas em Santa Inês. Mas o projeto não foi a diante e a empresa acabou falindo.

## Clubes
O Aeroporto Regional João Silva é muito procurado para saltos de paraquedas e voos de Trike, por causa da beleza dos campos alagados e dos lagos da região. No aeroporto está sediado o clube AEROTRIKE SANTA INÊS.

## Acidentes e Incidentes
- Em 2009, um trike do clube AEROTRIKE SANTA INÊS perdeu altitude e caiu no Bairro Jardim Brasília. Não houve feridos.
- Em 2010, um helicóptero de polícia teve de pousar em uma movimentada avenida da cidade para resgatar um agente ferido. O helicoptero teve de pousar na avenida pois o aeroporto não possui balizamento noturno.

## Reforma e ampliação
Em 2013 foi anunciada a reforma e ampliação do Aeroporto Regional João Silva, no valor de R$10 mi. As obras estão previstas para começar em setembro/2013 e termino no final de 2014. A reforma e ampliação se dá para adequação do aeroporto para receber voo regulares. Segundo o engenheiro do Banco do Brasil (banco que financiará a obra), as mudanças serão as seguintes :
- Repintura da sinalização
- Terminal de passageiros
- Terminal de Cargas
- Balizamento noturno
- Construção da Torre de Controle
- Hangaragem
- Construção da Brigada Contra-incêndio

## Curiosidades
- Aproximadamente 90% das operações de pouso são realizadas na cabeceira 06
- AVGAS-sob encomenda
- Frequentes voos panorâmicos de trike (ultraleves) no entorno do Aeroporto nos fins de semana,altitude padrão gira em torno de 1.200pés.